# 張鳳岐 (明朝)
張鳳岐（1525年—？），字鳴治，浙江嘉興府嘉興縣人，民籍，明朝政治人物。

## 生平
嘉靖二十二年（1543年）癸卯科浙江鄉試第四十五名舉人。嘉靖三十八年（1559年）中式己未科會試第十名，三甲第一百三十三名進士。

## 家族
曾祖張明；祖父張瓊；父張楨，母莫氏。永感下。兄鳳和。